# UBS
UBS Group AG è una società svizzera di servizi finanziari con sede a Zurigo e Basilea. Si tratta di una banca privata e di una banca d'investimento che offre servizi nei settori degli investimenti (investment banking) e della gestione dei patrimoni di investitori istituzionali, aziendali e privati (institutional banking, asset management & wealth management). Inoltre, in Svizzera UBS offre prodotti e servizi finanziari completi alla sua clientela privata, aziendale e istituzionale (retail banking).
Con un'esperienza di oltre 150 anni, UBS è la banca più grande e importante in Svizzera, leader nei servizi bancari per le imprese (corporate banking) e nel personal banking. UBS è presente nei maggiori centri finanziari mondiali. UBS impiega quasi 70.000 persone in 897 uffici in 50 paesi. Di questi, il 34% lavora in Svizzera, il 34% in America, il 18% nel resto d'Europa, in Medio Oriente ed in Africa ed il 14% nella regione Asia Pacifica. Dal 10 giugno 2014 la UBS Group AG è la società capogruppo del gruppo UBS e detiene il controllo del 96.68% dei titoli azionari. Il restante 3.32% è gestito da azionisti di minoranza. Il 14 gennaio 2015 UBS AG ha cancellato i suoi titoli azionari dalla New York Stock Exchange (NYSE) ed ha richiesto la loro cancellazione anche dalla SIX Swiss Exchange (SIX).

## Storia

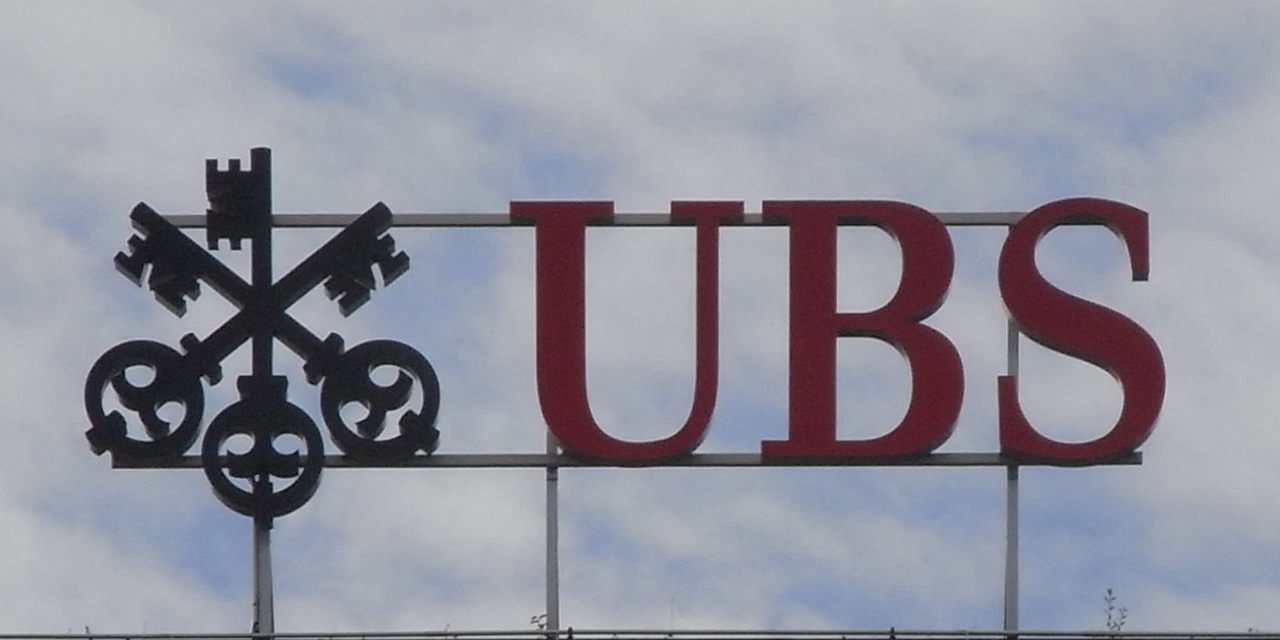
L'attuale logo di UBS rappresentante le tre chiavi simbolo dei tre valori cardine del Gruppo: fiducia, sicurezza e discrezione.

L'UBS nasce nel 1998 dalla fusione di Unione di Banche Svizzere e Società di Banca Svizzera. Tuttavia, la data di fondazione ufficiale è l'aprile del 1862, anno in cui la Banca di Winterthur, suo nucleo, venne fondata. Dal 1998, la banca utilizza l'acronimo UBS come nome ufficiale dell'azienda. Due anni dopo la fusione, nel 2000, UBS acquisisce il gruppo americano Paine Webber trasformandosi nella più grande banca privata del mondo.
Il suo logo, creato da Warja Honegger Lavater nel 1937, è composto da tre chiavi e simbolizza i tre valori importanti per UBS: fiducia, sicurezza e discrezione.

### Società di Banca Svizzera

#### Origine e primi anni (1854-1945)
La storia di UBS attraverso la "Società di Banca Svizzera" (SBS) (in inglese Swiss Bank Corporation - SBC) inizia attorno all'anno 1854, quando sei banche private si riunirono a Basilea per formare la Bankverein, un consorzio a capo delle banche membri. Nel 1871, la Bankverein, coordinata con la tedesca Frankfurter Bankverein, si trasforma in una Società per azioni chiamata "Basler Bankverein", rimpiazzando così l'originario consorzio. La nuova banca avviò la sua attività con un capitale di CHF 30 milioni e CHF 6 milioni di capitale condiviso, ma iniziò a risentire della crisi quando grosse perdite in Germania causarono la sospensione del suo dividendo fino al 1897.
Nel 1897, in seguito a fusioni ed acquisizioni, la Basler Bankverein diventò la "Società di Banca Svizzera" e dopo solo un anno fu la prima banca svizzera ad aprire una succursale a Londra. Il suo nome originario, Schweizerischer Bankverein (in inglese "Swiss Bankverein"), venne cambiato nel 1917 in Swiss Bank Corporation.
Nel 1912, col diventare degli Stati Uniti d'America la maggiore potenza economica a discapito dell'Inghilterra, la SBS tentò di stabilirsi nel mercato mondiale, riuscendoci solo nel 1939 con l'apertura di una succursale a New York.

#### Dopoguerra (1945-1998)
Nel 1945, la SBS acquisì la Banca commerciale di Basilea (Basler Handelsbank) che a quel tempo era una delle più grandi banche svizzere, ma che tuttavia diventò insolvente alla fine della guerra. Nel dopoguerra, la SBS rimase la prima sottoscrittrice di obbligazioni del governo svizzero. La SBS, che negli anni cinquanta contava 31 filiali in Svizzera e tre all'estero, dalla fine della guerra agli anni cinquanta era riuscita a moltiplicare il suo patrimonio fino a raggiungere i CHF 4 miliardi e, a metà degli anni sessanta, era riuscita a moltiplicarlo nuovamente raggiungendo i CHF 10 miliardi nel 1965.
Nel 1961 la SBC acquisì la Banca Popolare Vallesana con sede a Sion e la Banca Popolare di Sierre, entrambe in Svizzera. Nel 1970, la banca aprì una succursale a Tokyo.
Nel 1992 la SBS acquisì la O'Connor & Associates, società americana specializzata nei prodotti derivati e nella gestione dei rischi e la più grande market maker nello scambio di opzioni finanziarie negli Stati Uniti. La O'Connor si unì alle attività del mercato monetario, del mercato dei capitali e del mercato valutario della SBC per creare un mercato dei capitali e di operazioni di tesoreria integrati a livello mondiale..
Due anni dopo, nel 1994, la SBS acquisì la Brinson Partners, una compagnia di gestione patrimoniale che forniva l'accesso delle istituzioni statunitensi al mercato mondiale. In seguito all'acquisizione, Gary P. Brinson, fondatore della Brinson Partners, fu incaricato della gestione patrimoniale e, in seguito alla fusione di SBS e UBS, fu nominato direttore degli investimenti di UBS Global Asset Management.
Un anno dopo, nel 1995, la SBS rilevò la S.G. Warburg & Co., una delle principali banche d'investimento europee, per $ 1.4 miliardi, fatto che segnò un importante spinta nell'investment banking della banca. La S.G. Warburg era riuscita a crearsi una buona reputazione come banca d'affari e si era trasformata in una delle banche d'investimento più rispettate di Londra. L'espansione della S.G. Warburg negli Stati Uniti si rivelò però costosa e difficoltosa. Nel 1994 infatti, le trattative con la Morgan Stanley riguardo ad una loro fusione collassarono. La SBS incorporò la compagnia con la sua stessa unità di banca d'investimento per creare la SBC Warburg.
Nel 1997, la SBS pagò $ 600 milioni per acquistare la Dillon, Read & Co., una banca d'investimento statunitense. La Dillon, Read & Co., fondata nel 1832, risiedeva tra le vigorose compagnie di Wall Street negli anni venti e trenta del XX secolo. La Dillon Read negoziò la sua vendita con la ING, che possedeva il 25% della compagnia, ma i partner della Dillon Read rifiutarono i piani di integrazione. Dopo l'acquisizione da parte della SBS, la Dillion Read si incorporò alla SBC Warburg per creare la SBS Warburg Dillon Read. A seguito della fusione della SBS con l'Unione di Banche Svizzere, la SBS perse il suo nome originario. Nel 2000, a seguito della ristrutturazione di UBS, anche la Dillion Read perse il suo nome, sebbene le venne restituito nel 2005 come Dillon Read Capital Management.
Il diagramma di seguito propone una lista delle acquisizioni e delle fusioni avvenute negli anni dalle origini di UBS:
| Basler & Zürcher Bankverein (Fondata nel 1880) | \| \| Basler Banvkerein (Fondata nel 1856 come Bankverein, cambia denominazione nel 1872) \| \| \| \| \| \| Zürcher Bankverein (Fondata nel 1889) \| \| \| \| |
|                                                | \| \| Basler Banvkerein (Fondata nel 1856 come Bankverein, cambia denominazione nel 1872) \| \| \| \| \| \| Zürcher Bankverein (Fondata nel 1889) \| \| \| \| |
|                                                | Basler Depositenbank (Fondata nel 1882) |
|                                                | |
|                                                | Schweiz Unionbank (Fondata nel 1889) |
|                                                | |
|                                                | Basler Banvkerein (Fondata nel 1856 come Bankverein, cambia denominazione nel 1872)                                                                           |
|                                                | |
|                                                | Zürcher Bankverein (Fondata nel 1889) |
|                                                | |

|  | Basler Banvkerein (Fondata nel 1856 come Bankverein, cambia denominazione nel 1872) |
|  |                                                                                     |
|  | Zürcher Bankverein (Fondata nel 1889)                                               |
|  |                                                                                     |

|  | S. G. Warburg & Co. (Fondata nel 1946, acq. 1995) |
|  |                                                   |
|  | Dillon, Read & Co. (Fondata nel 1832, acq. 1997)  |
|  |                                                   |

| Basler & Zürcher Bankverein (Fondata nel 1880) | \| \| Basler Banvkerein (Fondata nel 1856 come Bankverein, cambia denominazione nel 1872) \| \| \| \| \| \| Zürcher Bankverein (Fondata nel 1889) \| \| \| \| |
|                                                | \| \| Basler Banvkerein (Fondata nel 1856 come Bankverein, cambia denominazione nel 1872) \| \| \| \| \| \| Zürcher Bankverein (Fondata nel 1889) \| \| \| \| |
|                                                | Basler Depositenbank (Fondata nel 1882) |
|                                                | |
|                                                | Schweiz Unionbank (Fondata nel 1889) |
|                                                | |
|                                                | Basler Banvkerein (Fondata nel 1856 come Bankverein, cambia denominazione nel 1872)                                                                           |
|                                                | |
|                                                | Zürcher Bankverein (Fondata nel 1889) |
|                                                | |

|  | Basler Banvkerein (Fondata nel 1856 come Bankverein, cambia denominazione nel 1872) |
|  |                                                                                     |
|  | Zürcher Bankverein (Fondata nel 1889)                                               |
|  |                                                                                     |

|  | S. G. Warburg & Co. (Fondata nel 1946, acq. 1995) |
|  |                                                   |
|  | Dillon, Read & Co. (Fondata nel 1832, acq. 1997)  |
|  |                                                   |

### Unione di Banche Svizzere

#### Origine e primi anni (1862-1945)
La storia di UBS attraverso l'Unione di Banche Svizzere inizia nel 1862, quando la Banca di Winterthur diede inizio alla sua attività lavorativa e venne istituita con un capitale azionario iniziale di CHF 5 milioni. La Banca di Winterthur sostenne attivamente lo sviluppo commerciale e industriale dell'omonima regione, tanto che, nella seconda metà del XIX secolo, Winterthur venne considerata centro industriale della Svizzera nordorientale, grazie anche al ruolo fondamentale svolto dalla banca nel finanziamento del sistema ferroviario nazionale.
Tra i promotori c'erano famiglie di industriali di Winterthur come Sulzer, Rieter e Reinhart, che hanno avuto un ruolo importante nella storia economica svizzera. L'obiettivo dell'operazione era quello di sostenere l'industria tessile in espansione e di finanziare l'allora in corso di ampliamento della rete ferroviaria. UBS ha ad esempio sostenuto il finanziamento di locomotive sull'asse nord-sud del Gottardo.
Un anno dopo, nel 1863, fu fondata la Banca del Toggenburgo a Lichtensteig, nel Canton San Gallo, con un capitale iniziale di CHF 1.5 milioni. La banca sangallese era attiva nell'ambito del risparmio e del credito ipotecario locali; in seguito, anche come banca commerciale e di emissione.
La fusione della Banca di Winterthur e della Banca del Toggenburgo portò nel 1912 alla nascita dell'Unione di Banche Svizzere (da cui l'acronimo UBS). Il patrimonio complessivo registrato dopo l'unione di queste due banche era di CHF 202 milioni. Nel 1917, l'Unione di Banche Svizzere inaugurò la sua sede principale in Bahnhofstrasse 45 a Zurigo, tuttora sede centrale di UBS. Fu soltanto nel 1945 però che l'Unione di Banche Svizzere trasferì la sua sede principale da Winterthur e da San Gallo a Zurigo.

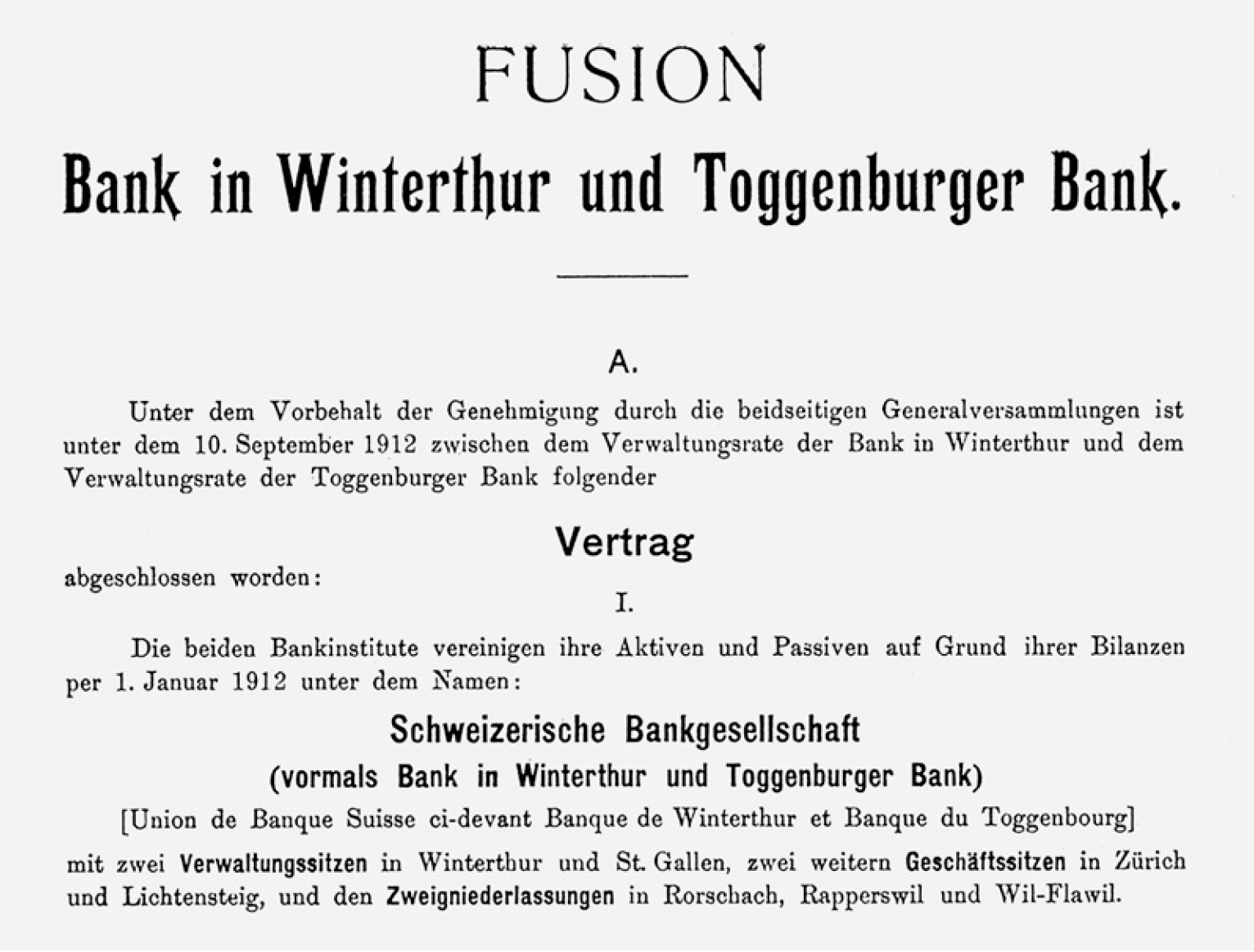
Contratto di fusione tra la Banca di Winterthur e la Banca di Toggenburgo (1912).

Il diagramma di seguito propone una lista delle acquisizioni e delle fusioni avvenute negli anni. Tra queste troviamo Phillips & Drew, predecessore di UBS Global Asset Management e S.G. Warburg, banca londinese di investimenti e colonna portante dell'odierna UBS Investment Bank.
|  | Bank in Winterthur (Fondata nel 1862) |
|  |                                       |
|  | Toggenburger Bank (Fondata nel 1863)  |
|  |                                       |

|  | Aargauische Kreditanstalt (Fondata nel 1872) |
|  |                                              |
|  | Bank in Baden (Fondata nel 1863)             |
|  |                                              |

|  | Schröder Brothers & Co. (Fondata nel 1846) |
|  |                                            |
|  | Münchmeyer & Co. (Fondata nel 1855)        |
|  |                                            |
|  | Frederick Hengst & Co.                     |
|  |                                            |

|  | Bank in Winterthur (Fondata nel 1862) |
|  |                                       |
|  | Toggenburger Bank (Fondata nel 1863)  |
|  |                                       |

|  | Aargauische Kreditanstalt (Fondata nel 1872) |
|  |                                              |
|  | Bank in Baden (Fondata nel 1863)             |
|  |                                              |

|  | Schröder Brothers & Co. (Fondata nel 1846) |
|  |                                            |
|  | Münchmeyer & Co. (Fondata nel 1855)        |
|  |                                            |
|  | Frederick Hengst & Co.                     |
|  |                                            |

Lo scoppio della prima guerra mondiale non ebbe un gran impatto economico né sull'Unione di Banche Svizzere né sulla Società di Banche Svizzere. Grazie alla neutralità e alla stabilità della Svizzera, le due banche erano infatti entrate a far parte del circolo elvetico delle grandi banche, aumentando persino il numero di assunzioni. Tuttavia, la Grande depressione scaturita dal crollo della borsa di New York nel 1929 non lasciò indenne il sistema finanziario elvetico. Negli anni Trenta, l'Unione di Banche Svizzere dovette tagliare il suo organico di un quarto e il suo bilancio passò da quasi 1 miliardo nel 1930 a 441 milioni nel 1935. Un fattore che gravó pesantemente fu la presenza di attivi immobilizzati all'estero, soprattutto in Germania, dove l'inflazione aveva raggiunto livelli record. Le riserve della banca furono dimezzate, il capitale diminuì, il dividendo azionario fu tagliato ed i salari furono ridotti.
Nel 1938, l'ascesa della banca ricominciò: i salari aumentarono e fu assunto nuovo personale. Nello stesso anno, l'Unione di Banche Svizzere fondò la Intrag, una società con sede a Zurigo dedita alla gestione di fondi d'investimento. Intrag costituì il fondo finanziario America-Canada (in inglese: America-Canada Trust Fund - AMCA), il primo fondo d'investimento svizzero con quote d'investimento flessibili.

#### Dopoguerra (1945-1998)
Alla fine della seconda guerra mondiale, sia l'Unione di Banche Svizzere che la SBS consolidarono la loro posizione rilevando due concorrenti di grandi dimensioni, all'epoca con problemi di liquidità: la Banca Federale e la Banca commerciale di Basilea, entrambe fondate nel 1863. L'acquisizione della Banca Federale da parte dell'Unione di Banche Svizzere fece crescere il patrimonio complessivo di quest'ultima a CHF 1.5 miliardi, mentre l'acquisizione della Banca commerciale di Basilea da parte della SBS aumentò il suo patrimonio che raggiunse quasi i CHF 2 miliardi. Grazie a queste due acquisizioni le due banche poterono sfruttare al meglio la ripresa economica degli anni Cinquanta tanto che, a metà degli anni Sessanta, il patrimonio complessivo di entrambe superò i CHF 10 miliardi e CHF 1 miliardo verso la fine del decennio.

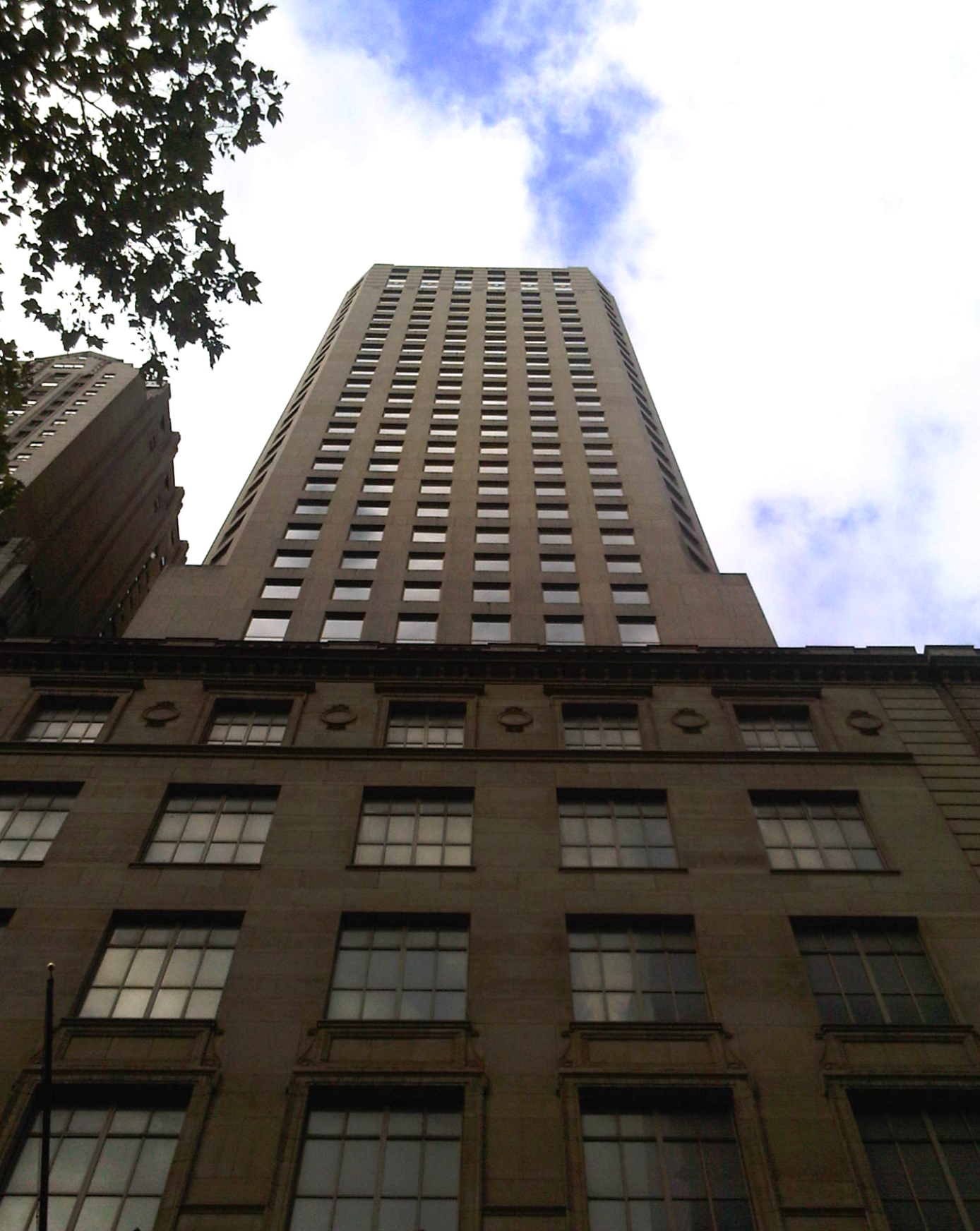
Ex grattacielo della Swiss Bank Corporation, 623 Fifth Avenue, New York City, aperto nel 1990.

La Banca commerciale di Basilea svolse inoltre un ruolo importante nello sviluppo economico europeo, soprattutto per quanto riguarda l'elettrificazione. Nel 1896, insieme alla Siemens & Halske AG di Berlino, la banca basilese aveva costituito nella sua omonima città la Schweizerische Gesellschaft für elektrische Industrie (Indelec). Questa società elettrica finanziò nuove centrali idroelettriche non solo in Svizzera, ma anche in Europa e in Messico e sostenne l'elettrificazione di grandi città come Parigi, San Pietroburgo e Mosca.
Negli anni a venire, UBS e SBS rilevarono diverse banche svizzere e aprirono nuove filiali, in modo da acquisire una maggiore quota di mercato. Entrambi avevano sempre mantenuto il loro posto sul podio delle maggiori banche elvetiche. La situazione cambiò però nel 1967, quando la Internationale Industrie- und Handelsbeteiligungen AG (Interhandel), ex holding di I. G. Chemie fondata a Basilea nel 1928, si fuse con l'Unione di Banche Svizzere. Questa fusione portò l'Unione di Banche Svizzere a diventare il maggiore istituto di credito svizzero ed uno tra i più forti in Europa.
Il patrimonio complessivo di Unione di Banche Svizzere e SBS continuò a crescere fino all'inizio degli anni Ottanta, tanto che persino il numero di filiali ed agenzie in Svizzera aumentò. Tra le filiali di UBS figurava anche l'apertura, nel 1970, del primo sportello nell'area commerciale sotterranea della stazione centrale di Zurigo. Inoltre, è dall'inizio degli anni Settanta che UBS e SBS sono rappresentate in tutti i continenti: Australia (Sydney e Melbourne), Asia orientale e sudorientale (Hong Kong, Tokyo, Singapore), Sudafrica (Johannesburg) e in tutta l'America (Montréal, Chicago, San Francisco, Città del Messico, Caracas, Bogotà, Rio de Janeiro, San Paolo, Buenos Aires).
Con l'espansione della rete di filiali le due banche cercarono anche di progredire tecnologicamente e di migliorare la loro elaborazione di dati. Se all'inizio degli anni Sessanta sia l'Unione di Banche Svizzere che la SBS erano puramente banche commerciali prive di ipoteche, conti di risparmio e conti stipendio, entro la fine del decennio entrambe riuscirono ad avviare le attività di private e retail banking. Nel 1967, l'Unione di Banche Svizzere fu la prima banca nell'Europa continentale ad installare un ATM (bancomat esterno) presso la sua sede di Zurigo. Iniziò inoltre ad offrire i primi conti di risparmio, seguiti due anni dopo dai conti correnti e dalla carta di conto.
Verso la fine degli anni Ottanta e l'inizio degli anni Novanta il settore finanziario svizzero iniziò però a trovarsi sotto pressione. Oltre alla bolla immobiliare degli anni Ottanta, l'esplosione della crisi delle ipoteche negli anni Novanta portò le banche svizzere a subire forti perdite di capitale. Ciò portò a un rapido consolidamento del settore finanziario, tanto che il numero di grandi banche svizzere si ridusse da cinque a tre. Con l'acquisizione della Banca Leu nel 1990 e della Banca Popolare Svizzera nel 1993, Credit Suisse si guadagnò la prima posizione tra le tre banche che dominavano il mercato interno svizzero.

### Fusione di Società di Banche Svizzere e Unione di Banche Svizzere
Entro la metà degli anni Novanta ci furono dei cambiamenti: sia la SBS che l'Unione di Banche Svizzere cercarono opportunità di crescita al di fuori del mercato nazionale, convertendosi in istituti finanziari globali. Per raggiungere i loro obiettivi strategici, l'8 dicembre 1997, le due banche, che in quel periodo occupavano rispettivamente la terza e la seconda posizione tra le grandi banche svizzere, annunciarono la loro fusione. Le due grandi banche svizzere hanno così seguito una tendenza: nel corso degli anni Novanta le fusioni hanno ridotto di quasi la metà il numero delle banche svizzere. La nuova società mirava a creare buoni profitti per gli azionisti e a guadagnarsi una posizione tra i leader mondiali nei suoi quattro segmenti di attività internazionali: investment banking, gestione patrimoniale istituzionale, private banking e private equity, mentre in Svizzera puntava a gestire i settori di retail e corporate banking (ora denominato Personal & Corporate Banking).
Il 29 giugno 1998 la fusione tra l'Unione di Banche Svizzere e la Società di Banche Svizzere fu completata legalmente e venne dunque costituita la UBS SA, Zurigo e Basilea. Un'integrazione di tali proporzioni non era mai stata intrapresa da nessuna delle due banche e la fusione, a causa del numero di collaboratori interessati, della gamma di attività e delle proporzioni dei bilanci, fu piuttosto complessa. Durante queste delicate operazioni, l'UBS fu inoltre colpita dall'implosione dell'hedge fund in cui l'Unione di Banche Svizzere aveva investito: il Long-Term Capital Management (LTCM). Il 23 settembre 1998, UBS dovette dichiarare una perdita di CHF 793 milioni, che si sommava ai $ 300 milioni USA versati nell'ambito di un salvataggio coordinato dalla Federal Reserve. Il caso LTCM ebbe ripercussioni negative sull'immagine e sulla fiducia della banca, ancor più che sulle sue finanze. Sommato ai costi di integrazione e ad altri problemi, il primo anno di attività della società si concluse con un bilancio alquanto deludente.
Alla fine del 1999 la situazione iniziò a migliorare e già nel 2000 UBS registrò una prima serie di risultati finanziari solidi. UBS cominciò a quotare le sue azioni nominative globali sul NYSE e fu il primo istituto bancario non americano ad essere incluso nel listino della borsa di New York. Questo favorì la successiva acquisizione dell'intermediario statunitense Paine Webber. Questa acquisizione costituì un passo molto importante per UBS, che stabilì così la sua presenza negli Stati Uniti d'America, il maggiore mercato finanziario mondiale.
Il diagramma di seguito propone una lista delle acquisizioni e delle fusioni effettuate da Paine Webber, società statunitense di intermediazione su cui è stata creata l'odierna UBS Wealth Management Americas.
|  | Paine & Webber (Fondata nel 1880)   |
|  |                                     |
|  | Jackson & Curtis (Fondata nel 1879) |
|  |                                     |

|                                                          | Blyth & Co. (Fondata nel 1914 come Blyth, Witter & Co.) |
|                                                          | |
| Eastman Dillon Union Securities & Co. (Fusione nel 1956) | \| \| Union Securities (Fondata nel 1939 come spin-off dalla J. & W. Seligman & Co.) \| \| \| \| \| \| Eastman Dillon & Co. (Fondata nel 1912) \| \| \| \| |
|                                                          | \| \| Union Securities (Fondata nel 1939 come spin-off dalla J. & W. Seligman & Co.) \| \| \| \| \| \| Eastman Dillon & Co. (Fondata nel 1912) \| \| \| \| |
|                                                          | Union Securities (Fondata nel 1939 come spin-off dalla J. & W. Seligman & Co.)                                                                             |
|                                                          | |
|                                                          | Eastman Dillon & Co. (Fondata nel 1912) |
|                                                          | |

|  | Union Securities (Fondata nel 1939 come spin-off dalla J. & W. Seligman & Co.) |
|  |                                                                                |
|  | Eastman Dillon & Co. (Fondata nel 1912)                                        |
|  |                                                                                |

|  | Paine & Webber (Fondata nel 1880)   |
|  |                                     |
|  | Jackson & Curtis (Fondata nel 1879) |
|  |                                     |

|                                                          | Blyth & Co. (Fondata nel 1914 come Blyth, Witter & Co.) |
|                                                          | |
| Eastman Dillon Union Securities & Co. (Fusione nel 1956) | \| \| Union Securities (Fondata nel 1939 come spin-off dalla J. & W. Seligman & Co.) \| \| \| \| \| \| Eastman Dillon & Co. (Fondata nel 1912) \| \| \| \| |
|                                                          | \| \| Union Securities (Fondata nel 1939 come spin-off dalla J. & W. Seligman & Co.) \| \| \| \| \| \| Eastman Dillon & Co. (Fondata nel 1912) \| \| \| \| |
|                                                          | Union Securities (Fondata nel 1939 come spin-off dalla J. & W. Seligman & Co.)                                                                             |
|                                                          | |
|                                                          | Eastman Dillon & Co. (Fondata nel 1912) |
|                                                          | |

|  | Union Securities (Fondata nel 1939 come spin-off dalla J. & W. Seligman & Co.) |
|  |                                                                                |
|  | Eastman Dillon & Co. (Fondata nel 1912)                                        |
|  |                                                                                |

### La crisi del Long-Term Capital Management (1994-2000)
Il Long-Term Capital Management (LTCM) è stato costituito nel 1994 da John Meriwether. Era una strategia d'investimento che prevedeva l'arbitraggio su titoli a reddito fisso, l'arbitraggio statistico, la strategia di pairs trading e la leva finanziaria. Meriwether era riuscito ad attrarre personalità importanti a livello mondiale e grandi investitori istituzionali come UBS. Nei primi due anni, la LTCM generò dei buoni profitti e attirò così ulteriori partners, ma dal 1998 in avanti iniziarono a presentarsi grossi problemi. La crisi asiatica ebbe un influsso negativo sulla Russia, che svalutò la sua moneta, il rublo, che a sua volta provocò la crisi dei mercati finanziari e anche una forte crisi del LTCM. Per evitare il fallimento del fondo, portare a fallire anche i creditori e quindi provocare un'implosione dei mercati finanziari mondiali, si optò per un salvataggio interno.

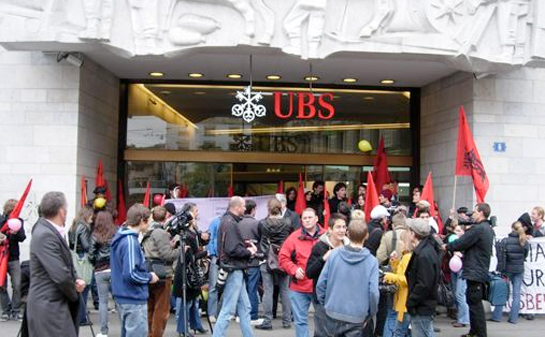
Manifestanti protestano davanti alla sede centrale di UBA a Zurigos, 2009

### Tagli e nuova criptovaluta
Nell'agosto 2010, UBS ha lanciato una nuova campagna pubblicitaria con lo slogan: "Non ci fermeremo" e ha firmato un accordo di sponsorizzazione globale con la Formula 1. Il 26 ottobre 2010, UBS ha annunciato che la sua banca privata ha registrato nuovi fondi netti per CHF 900 milioni durante il terzo trimestre, rispetto a un deflusso di CHF 5,5 miliardi nel secondo trimestre. L'utile netto del terzo trimestre di UBS di 1,65 miliardi di dollari ha superato le stime degli analisti. Dopo l'eliminazione di quasi 5.000 posti di lavoro, il 23 agosto 2011 UBS ha annunciato che avrebbe ulteriormente tagliato altre 3.500 posizioni al fine di "migliorare l'efficienza operativa" e risparmiare da CHF 1,5 a CHF 2 miliardi all'anno. Il 45% dei tagli di posti di lavoro nell'unità di investment banking, che ha continuato a registrare cifre deludenti dalla crisi finanziaria del 2008, mentre il resto verrebbe dalle divisioni di gestione patrimoniale e gestione patrimoniale. L'azienda ha visto diminuire i profitti a causa dell'aumento del franco svizzero.
Il 15 settembre 2011, UBS è coinvolta nella massiccia perdita di 2,3 miliardi di dollari USA, dovuta a negoziazioni non autorizzate da parte di un trader ghanese di 31 anni al banco Delta One della banca di investimento dell'azienda. Una settimana più tardi, il 24 settembre, l'amministratore delegato di UBA, Oswald Grübel, si dimette, sostituito ad interim da Sergio Ermotti.

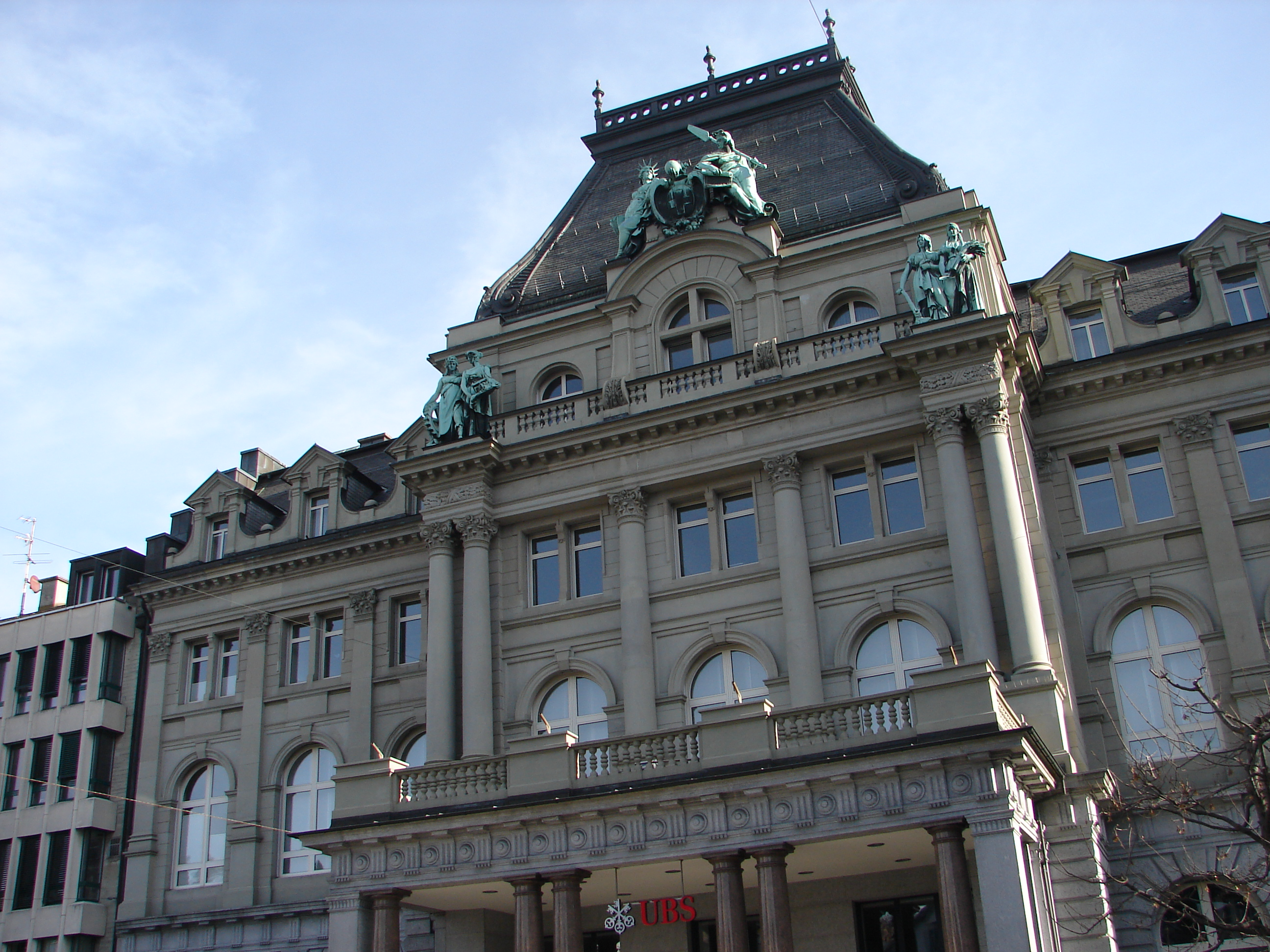
Una banca al dettaglio UBS per la gestione patrimoniale privata a San Gallo, in Svizzera

Il 30 ottobre 2012, UBS ha annunciato che stava tagliando 10.000 posti di lavoro in tutto il mondo nel tentativo di snellire le sue operazioni di investment banking, di cui 2.500 in Svizzera, seguite da Stati Uniti e Gran Bretagna. Questo taglio del personale del 15% farebbe scendere il numero complessivo del personale da 63.745 a 54.000. (Per confronto, il livello massimo di occupazione nel 2007 prima della crisi finanziaria del 2008 era di 83.500). UBS ha anche dichiarato che la banca d'investimento si sarebbe concentrata sui suoi punti di forza tradizionali e avrebbe abbandonato gran parte della sua attività di trading a reddito fisso che non era economicamente redditizia. Il 19 dicembre 2012, UBS è stata multata di 1,5 miliardi di dollari per il suo ruolo nello scandalo Libor per le accuse di aver tentato di truccare i tassi di interesse di riferimento. Nel novembre 2014, le autorità di regolamentazione, tra cui FCA e CFTC, hanno multato UBS, insieme ad altre banche, per manipolazione valutaria. Il 6 gennaio 2014, l'annuncio che UBS era diventata il più grande banchiere privato al mondo, con 1,7 trilioni di dollari di attività. Nel maggio 2015, i ghiornali hanno scritto che UBS stava progettando di vendere la sua divisione australiana di private banking ad alcuni dei suoi dirigenti dopo che presso la società era stata condotta una revisione delle attività con prestazioni insufficienti.
Alla fine del 2016, la banca ha creato, insieme a Deutsche Bank, Banco Santander, BNY Mellon e ICAP, una nuova moneta virtuale, chiamata "Utility Settlement Coin" (USC), ha istituito un laboratorio di ricerca sulla tecnologia blockchain a Londra. La nuova cyber-moneta userà la tecnologia blockchain utilizzata anche per i bitcoin che verrà sviluppata dall'azienda informatica Clearmatics. Questa nuova criptovaluta dovrebbe ridurre i tempi e i costi necessari per le transazioni bancarie, costi che si aggirano intorno agli 80 miliardi di dollari all'anno.
Dal 2012 al 2018, la banca d'affari, guidata da Andrea Orcel, ha avviato un'importante ristrutturazione, licenziando oltre 10.000 dipendenti e concentrandosi sull'attività di sottoscrizione europea anziché sulla tradizionale negoziazione. UBS ha annunciato nel gennaio 2018 che non commercia né espone i clienti alle criptovalute poiché ritiene che abbiano poco o nessun elasticità, e sono valutati speculativamente. Ha collaborato con la società tecnologica IBM per lanciare una piattaforma di finanza commerciale blockchain chiamata "Batavia" all'inizio del 2018.
Nell'aprile 2021 UBS ha riportato una perdita di 774 milioni di dollari a causa del crollo del fondo di investimento statunitense Archegos Capital Management. Nel luglio 2021, durante la pandemia di COVID-19, UBS ha continuato a consentire l'orario flessibile e il lavoro a distanza a molti dipendenti, osservando che non ostacolavano la produttività. L'annuncio ha distinto la banca dai suoi concorrenti, come Morgan Stanley e Goldman Sachs, che hanno fatto pressioni sui dipendenti affinché tornassero in ufficio con l'allentamento dei blocchi e delle misure per il COVID-19. Nel gennaio 2022 UBS ha acquisito Wealthfront per 1,4 miliardi di dollari per accelerare la crescita negli Stati Uniti; Wealthfront sarà gestita come attività all'interno di UBS Global Wealth Management. Nel settembre del medesimo anno ha però annunciato il non verificarsi dell'accordo.

### Acquisizione di Credit Suisse (2023)
Nel marzo 2023 UBS ha accettato di acquisire Credit Suisse, uno dei suoi principali concorrenti, per 3,25 miliardi di dollari (3 miliardi di franchi), in un accordo di salvataggio di emergenza.

## Settori
UBS è una società per azioni e i suoi titoli sono quotati nella SIX Swiss Exchange e nella Borsa di New York (NYSE). Nel 2019, il totale degli attivi gestiti ammontava a CHF 3.381 miliardi, con una capitalizzazione in borsa di CHF 45.661 miliardi e con CHF 54.533 miliardi di fondi propri.
La struttura operativa del Gruppo è costituita dal Corporate Center e da quattro divisioni:

### Global Wealth Management
Il Wealth Management offre servizi di consulenza e di investimento ad una clientela internazionale facoltosa. A fine 2016, tale divisione aveva investito un patrimonio complessivo di CHF 977 miliardi, che per il 41% apparteneva a clienti europei, per il 28% a clienti mediorientali o africani, per il 28% a clienti della regione Asia-Pacifico, per il 22% a clienti svizzeri e il restante 9% riguardava clienti dell'America.

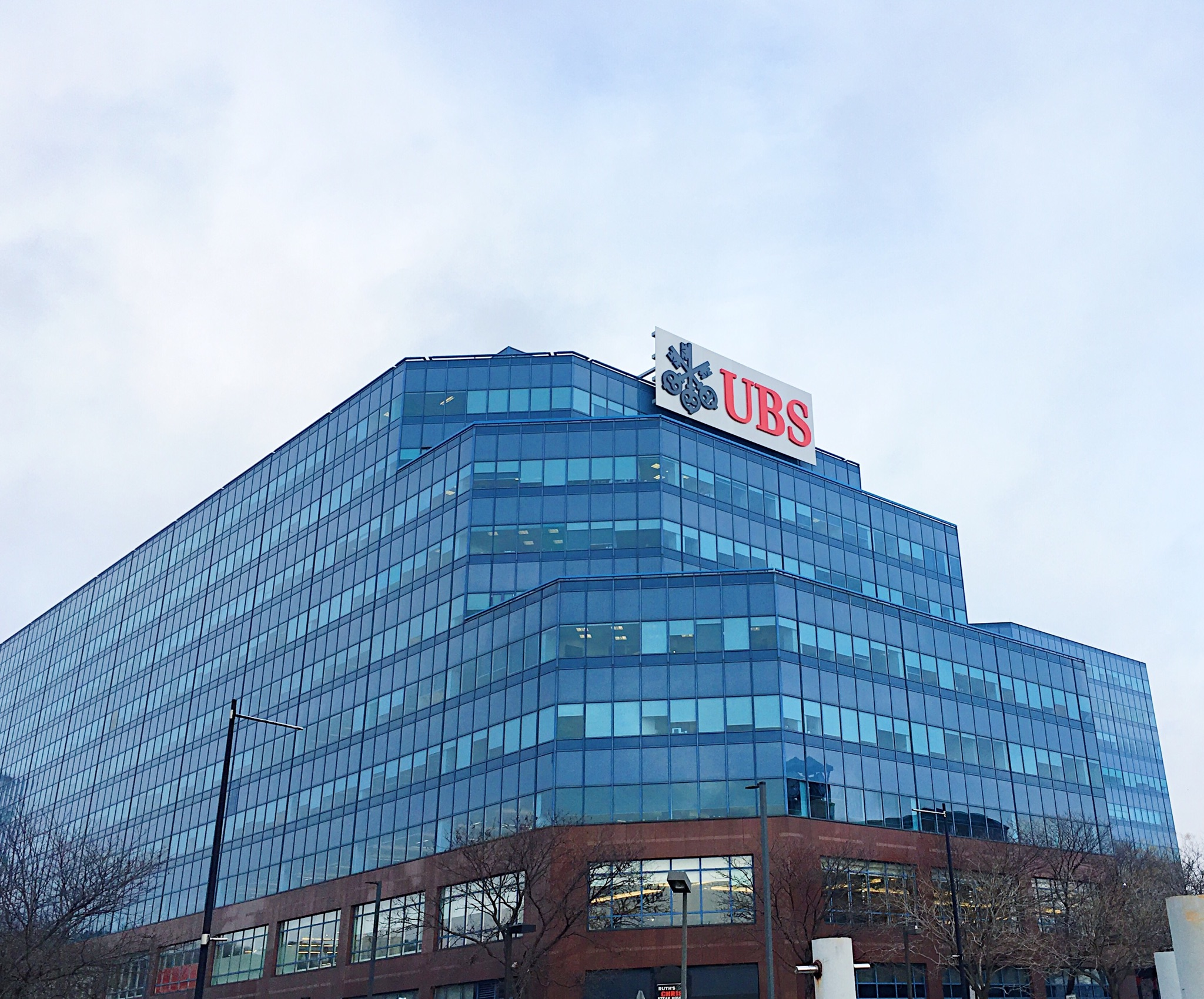
Sede di UBS Wealth Management Americas nel Lincoln Harbor, Weehawken, New Jersey.

I prodotti e le soluzioni offerte da questa divisione spaziano dagli investimenti, alle ipoteche, all'apertura di conti e carte di credito, alla pianificazione e all'ottimizzazione della previdenza.
Con uffici in 45 paesi e 5 continenti, Svizzera compresa, la divisione di Global Wealth Management assicura la diversificazione geografica del portafoglio della sua clientela. Questo grazie anche alla divisione di Wealth Management Americas che, situata in America, offre servizi di gestione patrimoniale quali consulenza, servizi bancari, prodotti e servizi specifici per la clientela high net worth e ultra high net worth. Questa unità si occupa delle attività nazionali ed internazionali negli Stati Uniti e di quelle nazionali in Canada. Il patrimonio totale investito dalla divisione Wealth Management Americas a fine 2016 ammontava a $1.111 miliardi.
La divisione UBS Wealth Management è presente da 20 anni anche in Italia con 12 filiali situate nelle principali città: Roma, Milano, Firenze, Napoli, Varese, Bologna, Padova, Brescia, Modena, Salerno, Torino, Treviso e con UBS Fiduciaria che si occupa del settore fiduciario italiano. Queste filiali offrono servizi e soluzioni di gestione patrimoniale, quali: soluzioni di finanziamento, polizze assicurative, consulenza e servizi di investimento. Nel 2017, UBS ha ricevuto il premio Euromoney di Miglior banca privata in Italia e nel mondo.
A livello internazionale, i maggiori competitori di UBS Wealth Management sono: BNP Paribas, JPMorgan Chase e Julius Bär, a cui si aggiungono Deutsche Bank, RBS e UniCredit, che nel mercato europeo si affermano come i maggiori competitori di UBS. Nella regione Asia-Pacifico la banca svizzera compete anche con Citigroup, Credit Suisse e HSBC. La divisione di Wealth Management Americas compete invece con società di brokeraggio, banche private locali e internazionali, broker locali e altre società di servizi finanziari come Bank of America, Morgan Stanley e Wells Fargo che offrono servizi di gestione patrimoniale a clienti statunitensi e canadesi, ma anche a non residenti che necessitano di tali servizi all'interno degli Stati Uniti.

### Personal & Corporate Banking

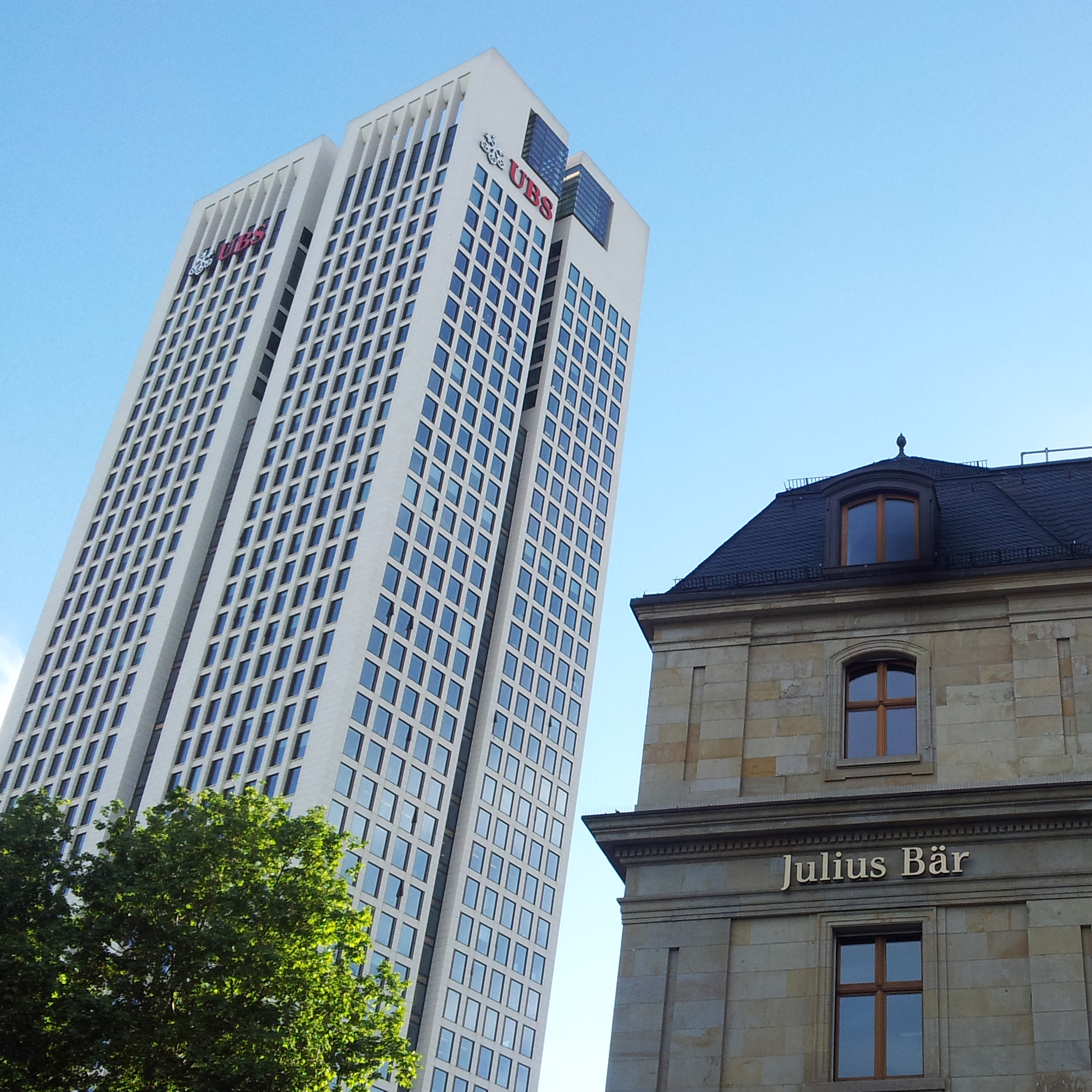
Sede di UBS Europe SE e di Julius Bär a Francoforte sul Meno, Assia.

Il Personal & Corporate Banking offre prodotti e servizi finanziari ad una clientela retail, aziendale e istituzionale. Questa divisione è presente solamente in Svizzera ed oltre a fungere da sostegno per le altre unità della banca ha come obiettivo l'assistenza dei clienti retail. Il Personal & Corporate Banking gestisce anche una parte dell'infrastruttura svizzera di UBS e della piattaforma di prodotti bancari svizzera.
I prodotti offerti da questa divisione UBS spaziano dai conti in contanti, ai pagamenti, alle soluzioni di risparmio e di previdenza, ai prodotti per i fondi d'investimento, ai mutui residenziali e ai servizi di consulenza. UBS mantiene una posizione di leadership nel mercato dei crediti al dettaglio e alle imprese in Svizzera: serve infatti una cassa pensioni su tre, oltre l'85% delle 1'000 maggiori società svizzere e l'85% delle banche residenti sul territorio nazionale.
A livello di clientela retail, i maggiori competitori di UBS sono: Credit Suisse, PostFinance e Raiffeisen, a cui si aggiungono altre banche cantonali e locali svizzere, come la Banca Migros. Credit Suisse, insieme ad altre banche cantonali e straniere attive in Svizzera, si afferma come il maggiore competitore anche a livello di clientela aziendale e istituzionale.

### Asset Management
UBS Asset Management è il più grande gestore di fondi d'investimento della Svizzera ed uno tra i più grandi gestori di patrimonio immobiliare di investimento nel mondo. Presente in 22 nazioni, le sue sedi principali si trovano a: Chicago, Francoforte, Hartford, Hong Kong, Londra, New York, Singapore, Sydney, Tokyo e Zurigo. Con più di 3.600 impiegati e 920 professionisti negli investimenti, la divisione Asset Management serve clienti istituzionali, intermediari wholesale e clienti di Wealth Management, offrendo inoltre, grazie all'unità Fund Services, servizi di gestione di fondi di UBS e di terzi. Gli attivi investiti ammontano a CHF 697 miliardi.
Da 15 anni, UBS Asset Management è presente anche in Italia e si dedica agli investitori istituzionali e agli investitori privati offrendo soluzioni di investimento in diverse categorie, tra cui: obbligazioni, copertura dal rischio di cambio, metalli preziosi, immobili e materie prime.
Tra i maggiori competitori di UBS Asset Management, a livello mondiale figurano: AllianceBernstein Investments, Amundi, BlackRock, Deutsche Bank Asset Management, Goldman Sachs Asset Management, Invesco, JPMorgan Chase Asset Management, Morgan Stanley Investment Management e Schroders.
Il 20 febbraio 2017, UBS Group AG e la Northern Trust Corporation, un'azienda americana attiva a livello internazionale nel settore dei servizi finanziari, hanno annunciato la stipulazione di un accordo per l'acquisizione da parte dell'azienda finanziaria americana dell'amministrazione dei fondi offerti da UBS Asset Management a Lussemburgo e in Svizzera. Tale acquisizione faciliterà l'espansione della Northern Trust Corporation in queste due nazioni, facendola diventare il maggior amministratore di fondi nei mercati locali e tra i 10 leader mondiali nel settore. Al termine della transazione, previsto per la seconda metà del 2017, si calcola infatti che l'azienda americana amministrerà un totale di CHF 420 miliardi di fondi. Dopo la chiusura della transazione, UBS Asset Management continuerà ad offrire ai suoi clienti i servizi proposti finora. Ulrich Körner, presidente della suddetta divisione, afferma come la continua trasformazione della piattaforma è dovuta a una maggiore efficienza, efficacia e dislocazione geografica dei servizi offerti dalla banca.

### Investment Bank

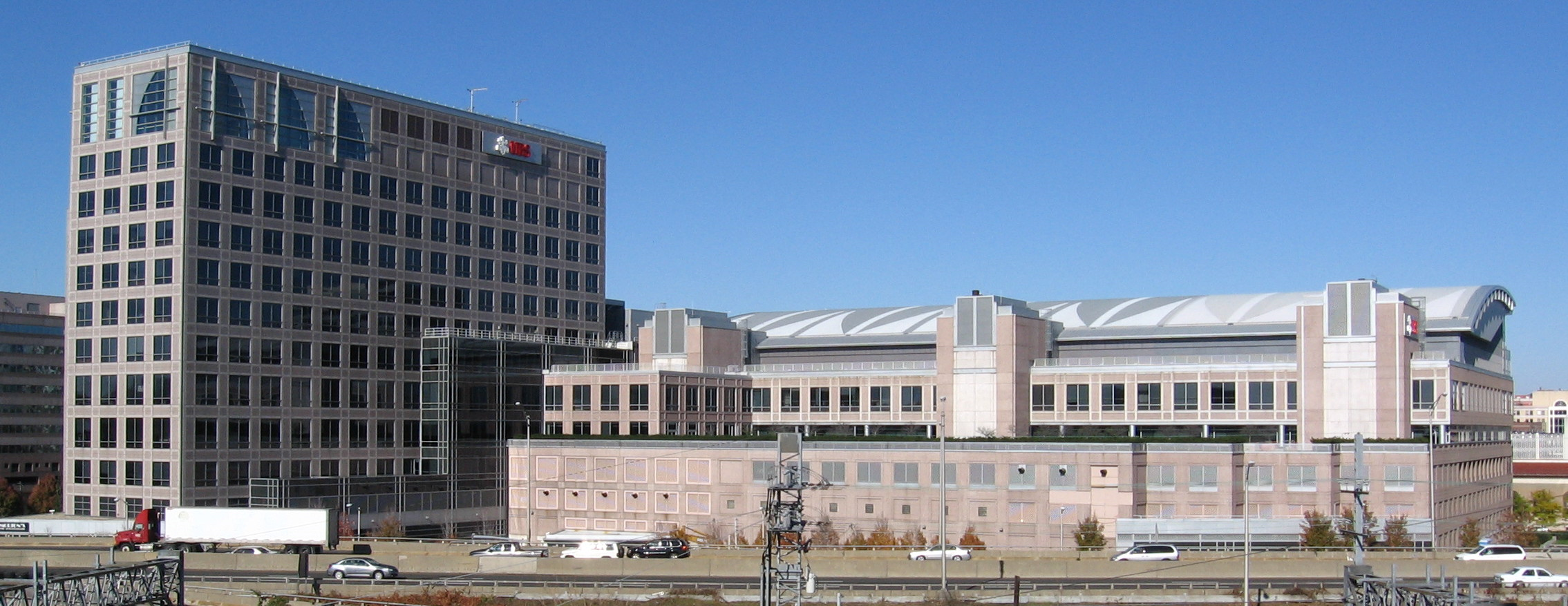
Uffici della UBS Investment Bank a Stamford, Connecticut. Largo quanto due campi di football americano, il centro di operazioni borsistiche a Stamford detiene il primato di più grande piazza di scambio al mondo

L'Investment Bank offre servizi di consulenza, gestione del rischio, soluzioni finanziarie, servizi di esecuzione ed accesso ai mercati dei capitali internazionali ad aziende, istituzioni e clienti della divisione Wealth Management. Fornisce inoltre l'accesso ad azioni, cambi, metalli preziosi ed attività su tassi d'interesse e di credito. Questa unità partecipa alle attività di flusso sui mercati di capitale, compresi la vendita, la negoziazione e l'attività di market maker per diversi titoli.
A fine dicembre 2018 il personale impiegato presso UBS Investment Bank ammontava a 5.205 unità, presenti in 33 Paesi (con sedi principali a Chicago, Francoforte, Hong Kong, Londra, New York, Shanghai, Singapore, Tokyo e Zurigo). Anche in Italia, UBS Investment Bank offre servizi e soluzioni ad aziende ed istituzioni ed è presente nelle principali città: Roma, Milano, Firenze, Napoli, Varese, Bologna, Padova, Brescia, Modena, Salerno, Torino e Treviso. Tra i suoi competitori principali figurano le maggiori banche di investimento del mondo, come: Bank of America, Barclays, Citigroup, Credit Suisse, Deutsche Bank, Goldman Sachs, JPMorgan Chase e Morgan Stanley.

### Corporate Center
Il Corporate Center comprende tre unità: 
- il Corporate Center - Services, che offre funzioni di controllo della finanza, del rischio, dei servizi legali e di logistica, di esternalizzazione (outsourcing), nearshoring e delocalizzazione (offshoring), nonché tutti i servizi di supporto, quali l'informatica, le risorse umane, i servizi amministrativi, le operations, la comunicazione e il branding, le relazioni con le autorità di vigilanza, la sicurezza fisica e di informazione;
- il Corporate Center - Group Asset and Liability Management (Group ALM), che offre servizi di liquidità, finanziamento, gestione di capitale e di bilancio;
- il Corporate Center - Non-core and Legacy Portfolio, che riguarda le attività accessorie e quelle che facevano parte dell'Investment Bank prima della ristrutturazione.

## Governo d'impresa

### Direzione del Gruppo
La Direzione (Group Executive Board) del gruppo è l'organo esecutivo di UBS. Sergio P. Ermotti, successore di Oswald Gruebel, è il suo amministratore delegato.
| La Direzione di UBS AG è composta da: |
| --- |
| - Sergio P. Ermotti (Amministratore delegato, A.D.) - Martin Blessing (Co-Presidente Global Wealth Management) - Christian Bluhm (Responsabile della Gestione dei Rischi, CRO) - Markus U. Diethelm (Responsabile Legale) - Kirt Gardner (Direttore Finanziario, D.F.) - Sabine Keller-Busse (Direttrice operativa (COO)) - Ulrich Körner (Presidente Asset Management e Presidente UBS Europa, Medio Oriente e Africa) - Axel P. Lehmann (Presidente Personal & Corporate Banking e Presidente di UBS Switzerland) - Tom Naratil (Co-Presidente Global Wealth Management e Presidente UBS Americas) - Andrea Orcel (Presidente UBS Investment Bank) - Kathryn Shih (Presidente UBS Asia Pacifica) |

### Consiglio di amministrazione
Il Consiglio di amministrazione (Board of Directors) è il più alto corpo aziendale ed è responsabile delle direttive strategiche e di management del gruppo, della nomina e della supervisione della direzione esecutiva. Axel A. Weber ne è il presidente.
| Il Consiglio di amministrazione è composto dai seguenti membri: |
| --- |
| - Axel A.Weber (Presidente) - Michel Demaré (Vicepresidente Indipendente) - David Sidwell (Direttore Indipendente Senior) - Reto Francioni - Ann F. Godbehere - William G. Parrett - Julie G. Richardson - Isabelle Romy - Robert W. Scully - Beatrice Weder di Mauro - Dieter Wemmer |

### Azionisti
I più grandi possessori di azioni della UBS Group AG al 31 marzo 2017 sono:
| Nome azionista                         | Numero di azioni | Percentuale |
| -------------------------------------- | ---------------- | ----------- |
| UBS Securities LLC                     | 143,792,090      | 3.94        |
| Norges Bank Investment Management      | 127,802,811      | 3.44        |
| Capital Research Global Investors      | 109,253,107      | 2.94        |
| Credit Suisse First Boston             | 90,648,178       | 2.44        |
| The Vanguard Group, Inc.               | 78,500,207       | 2.11        |
| UBS Asset Management, Basel and Zurich | 45,313,917       | 1.22        |
| Artisan Partners LP                    | 44,564,546       | 1.21        |
| BlackRock Fund Advisors                | 43,925,565       | 1.21        |
| Dodge & Cox                            | 43,113,727       | 1.16        |
| Credit Suisse AG                       | 41,928,994       | 1.13        |
| Fisher Asset Management, LLC           | 37,527,776       | 1.01        |
| Harbor Capital Advisors Inc.           | 34,595,474       | 0.93        |
| FMR, LLC                               | 34,230,145       | 0.92        |
| Zürcher Kantonalbank                   | 33,072,391       | 0.89        |
| Wellington Management Company          | 32,689,266       | 0.88        |
| Deutsche Bank Asset Management         | 19,457,644       | 0.53        |
| Allianz Global Investors               | 17,687,181       | 0.48        |
| Goldman Sachs Asset Management, L.P.   | 16,087,210       | 0.44        |
| Schroder Investment Management         | 15,988,129       | 0.43        |

## Responsabilità sociale di impresa
Nel gennaio 2010, la banca ha pubblicato il codice di condotta e di etica professionale di UBS. Questo codice definisce i principi e le prassi a cui tutti i collaboratori dell'azienda devono attenersi per garantire un comportamento aziendale responsabile e appropriato. Tale codice affronta diverse questioni, quali: il crimine finanziario, la concorrenza leale, la confidenzialità, la salute e la sicurezza dei suoi collaboratori e delinea anche i principi sul rispetto dei diritti umani e per la tutela dell'ambiente. Infine, vengono enumerate le sanzioni che potrebbero essere applicate qualora uno o più collaboratori violino il codice. Queste includono semplici avvertimenti, retrocessioni o il licenziamento. Secondo Kaspar Villiger, ex presidente del consiglio d'amministrazione, e Oswald J. Grübel, ex amministratore delegato del gruppo, il codice rappresenta "parte integrante del cambiamento nel modo in cui UBS opera."
Nel 2011, UBS ha ampliato il suo database includendo dati su questioni ambientali e sociali fornite da RepRisk, una società di ricerca specializzata nei rischi ambientali, sociali e di governance (ESG), in modo da ridurre i rischi ambientali e sociali che potrebbero avere un impatto sulla reputazione della banca o sulla sua performance finanziaria, ma allo stesso tempo per facilitare la standardizzazione a livello globale e l'attuazione sistematica dei processi di due diligence della banca. I dati di RepRisk vengono usati nel processo di on-boarding per valutare nuovi potenziali clienti e partner commerciali. Vengono inoltre utilizzati per la revisione periodica di clienti e per valutare i rischi legati a transazioni di investment banking.

## Controversie

### Beni dell'Olocausto (1930-1998)
Nel gennaio del 1997, Michel Christopher "Christoph" Meili, guardia notturna della Unione di Banche Svizzere a Zurigo, scoprì che i dirigenti della banca stavano distruggendo documenti riguardanti dei cosiddetti beni orfani, la cui distruzione è illegale, secondo la legislazione elvetica. Si riteneva che tali beni fossero i bilanci di clienti ebrei deceduti, i cui eredi erano sconosciuti, così come libri della Reichsbank tedesca. I libri elencavano proprietà immobiliari berlinesi sequestrate dai nazisti, spostate in conti svizzeri e spacciate per proprietà di UBS. Meili rigirò diversi dati ad un'organizzazione ebraica locale, che li portò alla polizia e alla stampa che resero subito nota la distruzione di suddetti documenti. Le autorità di Zurigo aprirono un'indagine contro Meili per violazione delle leggi svizzere sul segreto bancario. 
Dopo che Meili e la sua famiglia denunciarono diverse minacce di morte, fuggirono negli Stati Uniti, dove venne concesso loro l'asilo politico. A fronte di una causa di $2.56 miliardi ai danni di UBS e di altre banche svizzere da parte delle vittime ebraiche dell'Olocausto, nell'agosto del 1998 venne raggiunto un accordo di $1.25 miliardi di risarcimento con tali banche..
Nel 1999 a Estelle Sapir, figlia di un noto banchiere ebraico ucciso nei campi di concentramento, venne chiesto il certificato di morte del padre per poter riavere i suoi depositi. Dopo un contenzioso fu raggiunto un accordo.

### Violazione degli embarghi statunitensi (2003-2004)
Il 10 maggio 2004 UBS venne multata per $100 milioni dalla Federal Reserve americana per aver trasferito illegalmente fondi da un conto Federal Reserve aperto da UBS verso conti in Iran, Cuba e altre nazioni sotto embargo statunitense..

### Evasione fiscale (2004- )

#### USA

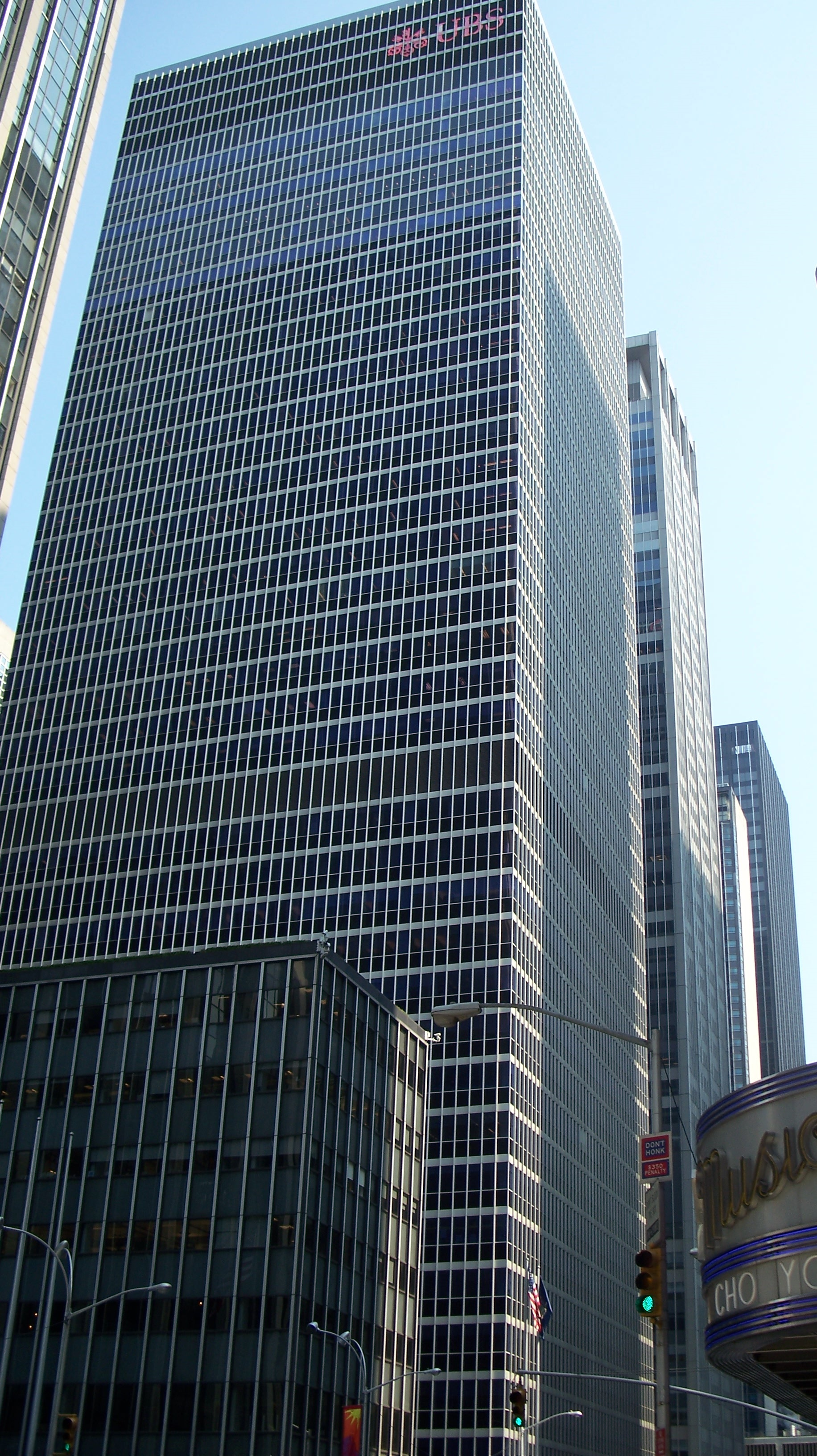
Sede di UBS a New York, nella Avenue of the Americas.

Il 2008 è stato un anno nero per UBS. Le perdite registrate dalla banca svizzera ammontavano a CHF19.7 miliardi, con un deflusso di capitali di CHF226 miliardi e la soppressione di altri 2'000 impieghi. Le perdite finanziarie non sono state però le sole a mettere in ginocchio UBS che, da un momento all'altro, perse di credibilità e di fiducia. Nel 2008 infatti, l'FBI, sulla base delle rivelazioni di Bradley Birkenfeld, ex dipendente di UBS, avviò un'indagine ai danni della banca per evasione fiscale. La banca venne accusata di aver aiutato clienti statunitensi ad evadere il fisco attraverso conti offshore. In risposta alle indagini, UBS annunciò la sospensione dal luglio 2008 dei servizi di banca privata internazionale per clienti americani. Il 18 febbraio del 2009, la banca pagò una multa di $780 milioni (circa CHF690 milioni). Il giorno seguente, il 19 febbraio 2009, il governo degli Stati Uniti fece causa a UBS affinché svelasse i nomi di tutti i 52'000 clienti americani, accusando la banca di aver aiutato i suoi clienti ad evadere le tasse ai danni dell'agenzia delle entrate statunitense. Il 12 agosto 2009 UBS annunciò di aver raggiunto un accordo con il governo degli Stati Uniti, ma fu solo nel giugno 2010 che i legislatori svizzeri approvarono la sospensione del segreto bancario per i clienti americani sospettati di evasione fiscale. Ad oggi sono oltre 4'450 i clienti americani sospettati di aver frodato il fisco statunitense.

#### Francia
Nel 2013 UBS venne indagata in Francia per aver favorito l'evasione fiscale di alcuni clienti in seguito alla pubblicazione del libro "Ces 600 milliards qui manquent à la France - Enquête au coeur de l'évasion fiscale" ("Quei 600 miliardi che mancano alla Francia - Inchiesta nel cuore dell'evasione fiscale"), che stimava la somma evasa dai cittadini francesi attraverso conti offshore controllati dalla banca elvetica. Alla fine del 2014, UBS dovette versare una cauzione di €1.1 miliardi.
Nel mese di giugno 2016, la Francia ha chiesto un processo per frode nei confronti del colosso svizzero, sospettato di aver incitato facoltosi clienti francesi ad evadere il fisco nel loro Paese tra il 2004 e il 2012. Le due società sotto inchiesta sono UBS Group AG e UBS France. Il 27 giugno 2016, il ministero pubblico ha chiesto il rinvio a giudizio della banca elvetica per riciclaggio con l'aggravante di frode fiscale. Le Monde comunica che, in caso di condanna, UBS potrebbe dover versare un'ammenda di €5 miliardi, equivalenti alla metà della somma evasa al fisco.
Nel mese di luglio 2016, a seguito della richiesta delle autorità fiscali di Parigi, l'Amministrazione federale delle contribuzioni ha inoltre chiesto ad UBS di consegnare tutte le informazioni riguardanti i conti di clienti ed ex clienti domiciliati in Francia, dati che appartengono agli anni 2006 e 2008.
Nel febbraio 2019 un tribunale di Parigi ha inflitto a Ubs una multa record da 3,7 miliardi di euro per l'accusa di "riciclaggio aggravato dalla frode fiscale". Si tratta della sanzione più alta comminata in Francia in un caso di evasione fiscale. La Corte ha inoltre riconosciuto allo Stato francese, che si era costituito parte civile, 800 milioni di danni. I legali di Ubs hanno annunciato ricorso.

#### Germania
UBS Deutschland SA finì sotto inchiesta a Mannheim quando, attraverso un'indagine fiscale, si scoprirono dei trasferimenti sospetti di fondi dalla Germania alla Svizzera tra il 2004 e il 2012, presumibilmente facilitati dalla filiale di UBS Deutschland a Francoforte. Oltre 100.000 archivi vennero sequestrati nel maggio 2012. La banca, che dichiarò di voler cooperare con gli investigatori, pagò nel luglio 2014 una multa di circa $400 milioni per tali accuse.

#### Belgio
Nel giugno 2014, Marcel Brühwiler, direttore di UBS Belgium, venne arrestato con l'accusa di frode per aver attivamente proposto a ricchi clienti belgi la possibilità di trasferire fondi su conti segreti in Svizzera per eludere le tasse.

#### Italia
Nel novembre 2009 tre dirigenti italiani di UBS e la persona giuridica Ubs Limited sono stati rinviati a giudizio nel Comune di Milano in seguito ad un'inchiesta sui derivati. L'accusa è di truffa aggravata. Il piano era stato orchestrato dall'ex operatore di UBS Thomas Hayes, che venne incriminato dall'accusa americana assieme allo svizzero Roger Darin.

### Processi di discriminazione (2001-2005)
Nell'aprile del 2005 la filiale di UBS a Warburg perse un processo per discriminazione e mobbing a sfondo sessuale vinto dalla controparte, la signora Zubulake. La querelante convinse la giuria del fatto che il suo superiore l'aveva derisa di fronte ai colleghi per il suo aspetto fisico. La prova della distruzione di documenti elettronici compromettenti per UBS è stata portata dall'accusa e si è rivelata determinante per l'esito del processo. UBS è stata condannata a pagare $9.1 milioni per danno e interessi e $20.2 milioni di multa. Questo caso ha fatto scuola nel settore delle risorse umane e dell'archiviazione informatica per l'impossibilità da parte di UBS di presentare gli originali dei documenti forniti dalla difesa.

### Vendita di armi e riciclaggio di denaro (2003-2011)
Nel 2008 la Reserve Bank of India decise di sospendere il rilascio della licenza concessa ad UBS per operare sul mercato indiano a causa della mancata collaborazione della banca svizzera con la Banca centrale, che aveva richiesto delucidazioni sull'imprenditore indiano Hasan Ali Khan e sul mercante d'armi saudita Adnan Khashoggi.
Secondo gli investigatori indiani ci sarebbero state delle operazioni di riciclaggio di denaro tra Adnan Khashoggi, residente nel Principato di Monaco, e il ricco allevatore di cavalli indiano. I passaggi di denaro avrebbero visto coinvolti gli Stati Uniti, l'India, le Isole Vergini britanniche e la Svizzera.
La giustizia indiana tiene d'occhio Khashoggi da quando era stato accusato di avere venduto armi alle Tigri Tamil, anche dette Tigri per la liberazione della patria Tamil, il gruppo di guerriglieri dello Sri Lanka considerato responsabile dell'assassinio di Rajiv Gandhi, ex primo ministro indiano.

### Crollo della borsa indiana (2004-2009)
Il 9 settembre 2005 UBS ha vinto in India un processo d'appello che la opponeva al Securities and Exchange Board of India (SEBI). Il SEBI sosteneva che UBS fosse implicata nel lunedì nero del 2004, ossia nella caduta dei mercati che seguì alla sconfitta del governo alle elezioni legislative indiane. La decisione del SEBI del 17 maggio 2005 aveva imposto ad UBS di cessare l'emissione di derivati offshore su azioni contro posizioni detenute in titoli indiani dall'istituto. Questa imposizione è però stata ritirata dopo la sentenza d'appello.

### Scandalo Libor (2005-2012)
Nel dicembre 2012 UBS accettò di pagare $1.5 miliardi per chiudere il caso sollevato dalla Commodity Futures Trading Commission che accusò UBS di aver partecipato ad una cospirazione per manipolare, attraverso la sua filiale nipponica, i tassi di riferimento LIBOR usati per i prestiti in modo da generare profitti sulle transazioni. Il piano, orchestrato dall'ex operatore di UBS Thomas Hayes e dallo svizzero Roger Darin, poi incriminati dall'accusa americana, prevedeva il coinvolgimento di diverse banche, broker e operatori finanziari e andò avanti per sei anni prima di essere interrotto.
UBS venne multata dagli enti regolatori finanziari in Svizzera e nel Regno Unito, oltre che dalla FINRA. La multa comminata negli Stati Uniti contribuì alla perdita di $2.7 miliardi nell'ultimo trimestre del 2012. UBS pagò inoltre alla Financial Conduct Authority una multa di £160 milioni, la più alta comminata dall'ente britannico per lo scandalo LIBOR.
La banca ammise infine l'illecito. Il dirigente di UBS Sergio Ermotti dichiarò che il colosso elvetico si assumeva la responsabilità di quanto accaduto e che tutti i collaboratori collegati allo scandalo avevano lasciato l'azienda. A seguito del patteggiamento con il Dipartimento di Giustizia americano, UBS venne sollevata dalle accuse criminali, ad eccezione della società sussidiaria UBS Securities Japan, che si dichiarò colpevole di frode.

### Scandalo Lehman Brothers (2007-2013)
Nel 2011, UBS è stata multata per $2.5 milioni dalla Financial Industry Regulatory Authority (FINRA) per la vendita di prodotti strutturati della Lehman Brothers Holdings Inc. La FINRA sosteneva che la descrizione delle condizioni finanziarie della società statunitense presentate da UBS fossero ingannevoli. Le accuse rivolte alla banca furono di omissione di informazioni e di affermazioni ingannevoli nei confronti dei propri investitori. Tra marzo 2007 e settembre 2008 UBS sottoscrisse e immise sul mercato $900 milioni equivalenti al 100% di Principal-Protection Notes. La Lehman Brothers fallì il 15 settembre 2008. UBS accettò di pagare $8.25 milioni di risarcimento e interessi agli investitori americani. Nell'agosto 2013 UBS chiuse la causa collettiva avviata dagli investitori stessi con il pagamento di $120 milioni.

### Scandalo broker londinese (2008-2012)

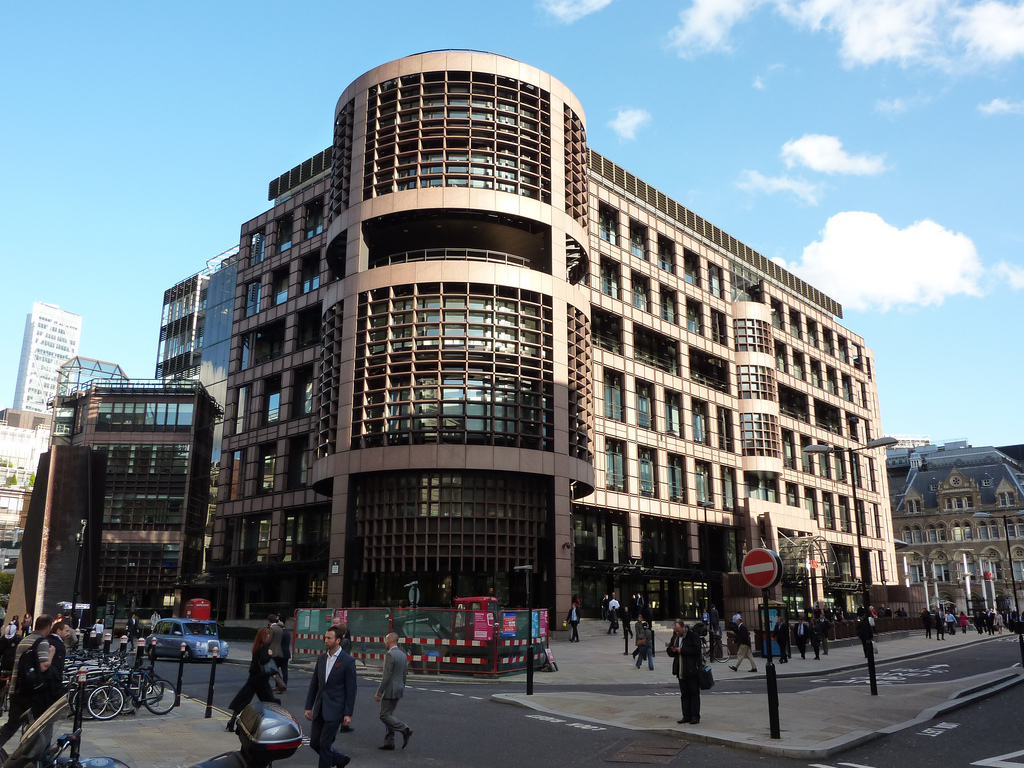
Sede di UBS nella Liverpool Street a Londra.

Il 15 settembre 2011 UBS ha registrato una perdita di $2.3 miliardi a causa di Kweku Adoboli, un dipendente ghanese di 31 anni che lavorava nella divisione di UBS Global Synthetic Equities Trading a Londra. Adoboli effettuò un'operazione non autorizzata nel settore della banca d'investimento, riuscendo a eludere il sistema di sorveglianza di UBS e causando perdite notevoli su transazioni che vengono eseguite giornalmente sul mercato dei cambi per un valore complessivo di circa CHF4.000 miliardi. Adoboli è stato subito arrestato perché sospettato di truffa. Nei suoi confronti è stata aperta un'inchiesta conclusasi il 20 novembre 2012 con l'accusa di frode per il broker londinese. Adoboli è stato condannato a sette anni di reclusione dal tribunale londinese di Southwark.
Dopo l'accaduto, UBS ha tranquillizzato i suoi clienti indicando in un comunicato che il caso non intaccava alcuna posizione dei clienti. L'allora CEO Oswald Grübel ha anche tranquillizzato i suoi 65.000 dipendenti precisando in una email che la solidità della banca non veniva messa in discussione.
Secondo il colosso svizzero, chi ha causato tale perdita l'ha fatto con "una notevole energia criminale". Infatti, il titolo UBS nella borsa svizzera perse il 10,8% in chiusura di seduta. Il 24 settembre 2011, Oswald Grübel annunciò le sue dimissioni. L'allora presidente di UBS, Kaspar Villiger, affermò in un comunicato che il Consiglio di amministrazione si rammaricava della decisione presa da Grübel, che aveva considerato suo dovere prendersi la responsabilità delle recenti operazioni di trading non autorizzate. Il ticinese Sergio Ermotti, che era stato nominato responsabile dell'area Europa, Medio Oriente e Africa proprio da Grübel, venne immediatamente designato CEO ad interim. Il 5 ottobre 2011 anche Francois Gouws e Yassine Bokhara, co-direttori di UBS Global Equity franchise, si dimisero. UBS vide così svanire i suoi sforzi proprio quando era riuscita a tornare in zona utili dopo la crisi finanziaria che nel 2008 spinse il governo svizzero ad intervenire.

### Manipolazioni dei tassi di cambio (1991-2015)
UBS è tra le grandi banche mondiali implicate nello scandalo delle manipolazioni dei tassi di cambio. Le autorità degli Stati Uniti hanno raggiunto un accordo con UBS, che il 20 maggio 2015 ha annunciato che dovrà pagare una multa di $ 508 milioni agli USA, di cui $342 milioni per chiudere la vicenda dei tassi di cambio e CHF $166 milioni per chiudere definitivamente la vicenda relativa al tasso interbancario Libor.
Tra le grandi banche implicate in questo scandalo figurano anche JPMorgan Chase, Citigroup, RBS e Barclays. UBS sembra però essere la prima tra queste ad aver raggiunto un accordo con le autorità statunitensi.

### Porto Rico: fondi obbligazionari (2008-2016)
Nel 2008 UBS ha convinto molti dei suoi clienti portoricani a investire i propri risparmi pensionistici in fondi obbligazionari comunali chiusi e ad alto rischio in un'economia locale in declino ormai da anni e un governo in debito. Tra marzo 2011 e ottobre 2013 il valore iniziale dei fondi si è abbassato del 75%, facendo registrare ingenti perdite agli investitori, per la maggior parte anziani che avevano investito gran parte dei propri risparmi nei cosiddetti Puerto Rico Closed-End Funds (PRCEF). Con l'aiuto della FINRA (Financial Industry Regulatory Authority) i clienti della banca elvetica hanno richiesto un risarcimento di $900 milioni. Nel 2014 UBS si è vista costretta a versare una somma di $5,2 milioni in Porto Rico per le perdite subite dalla propria clientela.

### Panama Papers (2016- )
"Panama Papers" è il nome dato allo scandalo che vede coinvolte diverse banche mondiali, tra cui UBS, Credit Suisse, Barclays, HSBC e Deutsche Bank. Nell'inchiesta, le banche svizzere UBS, Credit Suisse e la filiale elvetica di HSBC risultano essere più volte citate come società offshore, ossia come società registrate all'estero ma con attività in patria. L'indagine giornalistica coordinata in Svizzera dai domenicali Matin Dimanche e SonntagsZeitung/Tages-Anzeiger informa sull'esistenza di 579 società schermo create da UBS e 918 create da Credit Suisse, nonostante i due istituti bancari neghino qualsiasi tentativo di eludere il fisco.

## Sponsorizzazione

### Sport
La banca sponsorizza vari eventi sportivi in Svizzera. Attualmente, si occupa di:
- Athletissima
- Corsa L'Escalade
- Corsa di Sierre-Zinal
- Formula 1
- Gala dei Castelli
- Museo Olimpico di Losanna
- Coppa Spengler
- Associazione Olimpica Svizzera
- UBS Kids Cup
- Weltklasse Zürich

### Cultura
Le sponsorizzazioni culturali di UBS sono tipicamente legate alla musica classica e all'arte contemporanea, sebbene l'azienda sponsorizzi anche una serie di festival cinematografici, festival musicali e altri eventi e organizzazioni culturali. UBS ha sostenuto la Guggenheim UBS MAP Global Art Initiative in cui la Fondazione Solomon R. Guggenheim ha identificato e collaborato con artisti, curatori ed educatori dell'Asia meridionale e sudorientale, dell'America Latina, del Medio Oriente e del Nord Africa per ampliare la propria presenza nel mondo dell'arte internazionale e sfidare la visione occidentale-centrica della storia dell'arte. UBS è stata o è attualmente sponsor delle seguenti manifestazioni e organizzazioni culturali:
- 12 Rooms 12 Artists
- Art Basel
- Art Basel Hong Kong
- Art Basel Miami Beach
- Art Gallery NSW (Sydney, Australia)
- ArtGèneve
- Festival di Musica di Beijing (Cina)
- Festival Casals
- Festival del film Locarno

- Fondazione Beyeler
- Fondazione Pierre Gianadda
- Galleria d'Arte Moderna (Milano)
- LAC - Lugano Arte Cultura edu
- LAC - Lugano Arte Cultura
- La Notte delle Immagini, a Losanna
- Louisiana Museum of Modern Art (Copenaghen)
- LuganoMusica
- Montreux Jazz Festival

- Nuovo Museo Nazionale di Monaco
- Opernhaus Zürich
- Orchestra Sinfonica di Lucerna
- Sapori Ticino
- Compagnia teatrale di Sydney
- Istituto Svizzero di Arte contemporanea di New York
- Thunerseespiele
- Festival musicale di Rheingau (Germania)
- UBS Hong Kong Open